# Konstantin Karl d’Aspre

Konstantin Karl d’Aspre

Konstantin Ghilian Karl Freiherr d’Aspre von Hoobreuck (* 1767 in Gent; † 7. Juli 1809 in Wien) war ein österreichischer Feldmarschallleutnant und Komtur  des Militär-Maria-Theresien-Ordens.

## Leben
Als junger Offizier kämpfte er in den niederländischen Kriegen und zeichnete sich dabei mehrfach aus. Am 7. August 1790 erwarb er sich bei Herve das Ritterkreuz des Maria-Theresia-Ordens. In den Kämpfen in Italien 1789–1800 führte er das Freikorps der nach ihm genannten „d’Aspre-Jäger“. 1799 erhielt er das Kommandeurkreuz des Maria-Theresien-Ordens. 1800 wurde er zum Generalmajor der Kaiserlichen Armee befördert und mit der Führung einer Brigade betraut. Im Jahr 1809, drei Jahre nach der Niederlegung der Reichskrone, bewies er als Feldmarschallleutnant das Kaisertums Österreich in der Schlacht bei Aspern und der Schlacht bei Wagram große Tapferkeit. Beim Sturm auf Aderklaa gab er, obwohl bereits schwer verwundet, das Kommando nicht ab und nahm weiter am Kampf teil. Doch schließlich brach er zusammen und erlag am nächsten Tag seinen Verwundungen.
Konstantin Karl d’Aspre war der Vater des Feldzeugmeisters Konstantin d’Aspre (1789–1850).